# Acies triplex
De acies triplex was een drievoudige formatie waarin de Romeinse legioenen vochten vanaf het tweede deel van de Republikeinse tijd. 

## Republikeinse tijd
De traditionele acies triplex bestond uit drie linies:
- hastati, armere burgers bewapend met een hasta, een zware lans en een ovaal schild
- principes, rijkere burgers met een goede wapenrusting met bronzen cassis, gladius, scutum en kuras
- triarii, de laatste linie

In de periode voor de hervormingen van Marius werd  de eerste rang gevormd door de hastati, de jongste en meest onervaren legioensoldaten (legionair). De tweede rang werd gevormd door principes, met iets meer ervaring. De derde en laatste rij werd gevormd door triarii, de betrouwbare veteranen. 
De slagorde was gebaseerd op de indeling van de bevolking in centuriae, die op inkomen en vermogen was gebaseerd. Men werd in die tijd geacht zijn eigen uitrusting te betalen. De armsten konden zich alleen een lans (de hasta) veroorloven, een wapen waar weinig brons voor nodig is. De rijken konden met een complete wapenrusting ten strijde trekken. Dit zijn de principes, de "eersten". Als laatste zijn er de triarii, Traditioneel waren in deze linie de ervaren veteranen geposteerd die ingrepen als het misging. "De zaak is tot de triarii gekomen" was dan ook een gevleugeld woord in het oude Rome.
Als de eerste rangen vermoeid werden of het moeilijk kregen, klapte iedere centuria posterior van ieder manipel hastati en principes terug achter de centuria prior. Deze waren zo geordend dat ze bij de hastati en principes elk aan een andere kant een opening vormden. Zo trokken de hastati zich terug en werden de principes in de strijd gezonden. Het procedé werd opnieuw herhaald met de principes en triarii, waarna opnieuw begonnen werd met de uitgeruste hastati. Indien de Romeinen aan de verliezende hand waren, trokken de hastati en principes zich terug achter de linie van triarii, die met hun lange hasta de vijand tegenhielden terwijl ze achterwaarts het slagveld af marcheerden.
De troepen in de acies triplex stelden zich op in eens schaakbordpatroon, dit maakte dat de eenheden zeer snel konden bewegen. Deze slagorde is een doorontwikkeling van de falanx. Dit zien we terug in de hasta. Door dit schaapatroon konden de eenheden, breder, korter of langer worden en konden ze zelfs snel draaien zonder dat ze hun formatie moesten verbreken. Dit had echter nog een voordeel: Als de hastati moe werden, deden zij een stap naar rechts of naar links. De principes en de triarii deden dit naar de andere kant. Dan marcheerden de principes en triarii naar voor en de hastati naar achteren. Zo verwisselden ze zeer senel van eenheden en konden er regelmatig verse eenheden naar voren gebracht worden. Als de principes dan moe waren, wat zelden gebeurde konden de triarii naar voor op dezelfde manier. 
Als een acies triplex zeker was van een overwinning of de tegenstander snel, maar gewaagd wouden uitschakelen, konden de principes links en rechts naast de hastatie komen en de triarii naast de principes. Zo vormden ze dan een linie tot een kilometer of twee maximaal breed. Meestal was het echter niet meer dan een honderdtal meter of enkele honderden meters. Met zo'n brede linie kun je de vijand snel omsingelen.

## Laat-republikeinse en keizertijd
Ook nadat de oorspronkelijke opstelling niet meer werd gebruikt en de milites allang muli Mariani (ezels van Marius, omdat deze de soldaten hun eigen uitrusting liet dragen tijdens de mars) en beroepssoldaten waren, bleven de namen in gebruik als aanduiding voor de manipels, waarvan ieder cohors er drie tot vier had.
In de periode na de Mariaanse hervormingen waarbij de verschillende klassen binnen het leger afgeschaft werden, stelden de generaals het legioen niet meer op met de tien cohortes naast elkaar. Nu werd de eerste linie gevormd door vier cohortes, elk cohors met alle zes de centuriae naast elkaar, allen opgesteld in een formatie van tien breed en acht diep. De tweede en de derde linie bestonden elk uit drie cohortes, waarbij elke centuria twaalf breed en zes diep was opgesteld. Om elkaar af te lossen werd de aloude methode toegepast, maar nu zonder verschillen per klasse.